# کوه آناگوآن
کوه آناگوآن (به لاتین: Mount Annaguan) یک کوه در فیلیپین است که در دره کاگایان واقع شده‌است. کوه آناگوآن ۱٬۴۰۰ متر بالاتر از سطح دریا واقع شده‌است.